# Bouessay
Bouessay település Franciaországban, Mayenne megyében. Lakosainak száma 718 fő (2022. január 1.). Bouessay Saint-Brice, Saint-Loup-du-Dorat, Auvers-le-Hamon és Sablé-sur-Sarthe községekkel határos.

## Népesség
A település népességének változása:
| Lakosok száma | 324  | 540  | 568  | 746  | 767  | 753  | 736  | 729  | 725  | 718  |
|               | 1968 | 1982 | 1990 | 2006 | 2013 | 2015 | 2017 | 2019 | 2020 | 2022 |